# Василь (Лостен)
Єпи́скоп Васи́ль Ло́стен (11 травня 1930, Чесапік-Сіті, Меріленд — 15 вересня 2024, Стемфорд) — єпископ Української греко-католицької церкви; з 9 березня 1993 року по 9 січня 2006 року — Єпископ Стемфордський.

## Біографічні відомості
Василь Гаррі Лостен народився 11 травня 1930 у містечку Чесапік-Сіті, Меріленд, штату Меріленд (США). Син Івана Лостена і Юлії Петришин (у сім'ї було восьмеро дітей).
Початкову освіту здобув у парафіяльній школі Непорочного Зачаття Пречистої Діви Марії в Елктоні, Меріленд. Середню освіту — у підготовчій школі при Семінарії св. Василія Великого в Стемфорді, Коннектикут. Вищу освіту здобув у Семінарії св. Василія Великого у Стемфорді (бакалавр філософії) та в Католицькому Університеті Америки, Вашингтон (ліценціат богослов'я).
Рукоположений на священика єпископом Костянтином Богачевським у Філадельфії 10 червня 1957.
Душпастирював упродовж 1962-1971 — особистий секретар митрополита філадельфійського Амвросія Сенишина. Згодом призначений архиєпархіальним економом. 25 травня 1971 прийняв архиєрейські свячення у Філадельфії. Призначений єпископом — помічником архиєпархії УГКЦ у Філадельфії та титулярним єпископом Аркадіополіса Азійського. Із червня 1976 до грудня 1977 виконував обов'язки апостольського адміністратора Філадельфійської митрополії. 20 жовтня 1977 призначений єпархіальним єпископом Стемфордської єпархії. Із 1992 — активний учасник Київської Студійної Групи з питань екуменізму. Із 1995 член Папської Ради єдності християн.
Член Конференції Єпископів США. За фінансового сприяння Владики Василя Лостена і з нагоди Тисячоліття Хрещення Руси-України відкрито каплицю святої княгині Ольги у базиліці святого Петра в Римі. Відповідно до канону 210 Кодексу Канонів Східних Церков, досягнувши певного віку, подав Святішому Отцеві Бенедиктові XVI, Папі Римському, зречення з уряду, яке було прийняте 3 січня 2006 року.

## Каплиця з мозаїками
Історія появи зображення святого Володимира з гербом в каплиці Ватикану була викладена сьомому розділі «Martiri e Santi. Antiche e nuove devozioni presso la tomba di Pietro» книги «San Pietro in Vaticano: I mosaici e lo spazio sacro» (автори C. Thoenes, V. Lanzani, G. Mattiacci, A. Di Sante, S. Turriziani, P. Zander, A. Grimaldi):
17 серпня 1988 єпископ Василь написав листа керівнику фабрики Святого Петра Ліно Заніні: «Пишу Вам щодо мого бажання подарувати базиліці Святого Петра дві мозаїки святих Володимира і Ольги на честь тисячоліття хрещення України. Я доручив професору Уго Маццеі узгодити це питання. Професор — мій старий друг, який створив для храмів моєї єпархії багато мозаїк в своїй студії в Італії, він визнаний у всьому світі своїми прекрасними художніми роботами в мозаїці і мармурі … Очікую відповіді … в надії, що цей наш проект великого прославлення Бога буде символізувати глибоку вірність української Католицької Церкви Святому престолу та Понтифіку в цей рік тисячоліття християнства мого народу». Через тиждень після одержання листа, 24 серпня, Заніні дав позитивну відповідь Лостену. Архієпископ Ліно Заніні був Апостольським делегатом Ватиканської базиліки Святого Петра, делегатом і президентом фабрики Святого Петра і президентом Студії мозаїки, а також президентом Постійної комісії охорони історичних і мистецьких пам'яток Святого престолу в 1986-89 рр. На цих постах він займався передусім реставрацією базиліки і це завдяки йому паломники сьогодні можуть відвідати Гроти Ватикану. У 1989 році Ліно Заніні вийшов на пенсію, таким чином, встановлення мозаїчних зображень святих Володимира і Ольги в соборі Святого Петра у Ватикані — практично одна з останніх його справ.
20 жовтня того ж 1988 р. Фабрика Святого Петра послала єп. Лостену кошторис на «виготовлення двох мозаїк для встановлення у Ватиканській базиліці, що зображують відповідно святого Володимира і святу Ольгу. Кожна з мозаїк овальної форми, розміром 140 на 80 см (максимальний і мінімальний діаметри), в металевій окантовці, створені за малюнками, наданим проф. Уго Маццеі Ватиканській студії». Професор Уго Маццеі створив на той час численні мозаїки для різних храмів — пресвітерій в Катандзаро, капелу Святих дарів в Чіро, професор є автором мармурового головного вівтаря і мармурового іконостасу в одній з капел церкви Святого Костянтина в Міннеаполісі (США).
Дві мозаїки створювалися одночасно під керівництвом професора Вірджиліо Кассіо. У листі, надісланому 28 лютого 1989 р професором Маццеі архієпископу Заніні, йдеться про хід робіт: «В ході мого візиту 17 лютого я оглянув перші результати робіт над мозаїками св. Володимира і св. Ольги … Мушу сказати, що дуже радий підтвердити … дивну тонкість художньої інтерпретації двох моїх малюнків і висловити свою подяку художнику професору Вірджиліо Кассіо, технічному директору Ватиканської студії мозаїки, і його соратникам».
Професор Вірджиліо Кассіо (1914—2002) перш за все відомий як художник великої мозаїки на Апостольському палаці Ватикану. Вона зображає Мадонну з немовлям. Мозаїка висотою в два з половиною метра була створена в листопаді-грудні 1981 р. Під зображенням розміщені герб Івана Павла II і його девіз. 17 серпня 1989 року професор Джузеппе Зандер залишив запис про «встановлення фігур святих Володимира і Ольги з боків вівтаря св. Еразма … в базиліці Ватикану».
Помер 15 вересня 2024 року у Стемфорді.

## Нагороди
21 серпня 2007 року Президент України Віктор Ющенко нагородив єпископа Василя Лостена орденом «За заслуги» III ступеня «за вагомий особистий внесок у зміцнення авторитету України у світі, популяризацію її історичних і сучасних надбань та з нагоди 16-ї річниці незалежності України».